# أيوب منصور
أيوب منصور (1938-2008) هو كاتب سوري، ولد في ناحية الصبورة التابعة لمدينة السلمية بمحافظة حماة، وهو عضو في جمعية القصة والرواية في اتحاد الكتاب العرب - سوريا، تلقى تعليمه في حماة، وأنهى دراسته الابتدائية في عام 1901، وتابع دراسة المرحلة الإعدادية فيها، وسرعان ما ترك الدراسة واتجه إلى الحياة العملية في حقل الزراعة والبناء. عمل في الصحافة من عام 1980 إلى 1985، كتب الشعر والقصة والرواية واشتهر أكثر بالكتابة للأطفال.

## مؤلفات
صدرت له عدة أعمال أدبية منها:
- «سلام في مدينة الأحلام»، وزارة الثقافة، دمشق، 1977.[3]
- «الصاروخ الأخير»، منظمة طلائع البعث، دمشق، 1978.
- «أحزان الغزال الأشهب»، وزارة الثقافة، دمشق، 1979.
- «دموع الجياد الهرمة»، وزارة الثقافة، دمشق، 1986.
- «اعترافات سحال ذيله»، دار الحقائق، بيروت 1986.
- «أجمل ما في الدنيا»، مؤسسة الإسكان العسكرية، دمشق، 1989.[4]
- «القرصان والريح»، وزارة الثقافة، دمشق، 1990.
- «الأميرة الصغيرة»، دار الفتى العربي، بيروت 1975.[5]
- «الريش الجميل»، دار الفتى العربي، بيروت، 1975.[6]
- «نجمة الصبح: قصص للأطفال»، وزارة الثقافة، دمشق، 1976.[7]
- «حكايات الجد أيوب»، اتحاد الكتاب العرب، دمشق، 1977.
- «العجوز والثعلب»، دار المتنبي للأطفال واليافعين، دمشق، 1989.
- «الأرنب الذي نسي نفسه»، دار المتنبي للأطفال واليافعين، دمشق، 1989.
- «ماذا قالت النحلة»، دار المتنبي للأطفال واليافعين، دمشق، 1989.
- «التين الأزرق»، دار المتنبي للأطفال واليافعين، دمشق، 1989.
- «أحلام زينب»، دار المتنبي للأطفال واليافعين، دمشق، 1989.
- «أيوب»، مجموعة زجلية، مؤسسة الإسكان العسكرية، دمشق، 1994.
- «الوعد، أو نايل ونجمة الصبح»، رواية تراثية، عن وزارة الثقافة خلال عام 1995.[8]
- «دروب الفردوس»، رواية، عن وزارة الثقافة، عام 1998.[9]
- «النسر والعنبر»، قصة، دار المتنبي للطباعة والنشر والتوزيع، دمشق، 1996.[10]
- «أيوب أناشيد للرمل والتراب»، 1994.[11]

### أعمال تُرجمت للإنجليزية
- الطاووس ذو الريش الجميل «(بالإنجليزية: The peacock with the beautiful feathers)‏»، ترجمة: دنيس جونسون ديفز.[12]